# Aérodrome d'Oranjemund
L'aérodrome d'Oranjemund (code IATA : OMD • code OACI : FYOG) est un aéroport desservant Oranjemund, une ville dans la région de !Karas, en Namibie. La ville et l'aérodrome sont situés près de la rive nord de la Rivière Orange, qui est la frontière entre la Namibie et l'Afrique du Sud.

## Situation
| Katima Mulilo Lüderitz Ondangwa Oranjemund Rundu Walvis Bay Windhoek-Eros Windhoek-H. Kutako |

L'aéroport est à 4,7 km à l'ouest de la Baie Alexander VOR-DME (Ident: ABV), situé sur l' Alexander Bay Airport à travers la rivière en Afrique du Sud,.

## Compagnies aériennes et destinations
| Compagnies | Destinations  |
| ---------- | ------------- |
| FlyNamibia | Windhoek-Eros |

Actualisé le 23/11/2023